# Tapisseries Gancedo
Tapisseries Gancedo és una botiga fundada a Barcelona el 26 de novembre de 1945 per Bernardo i José Gancedo Otero, originaris d'Astúries. La tapisseria es va obrir al numero 97 de la Rambla Catalunya. Inicialment era una botiga de teles per a decoració, aprofitant la seva experiència en el món textil. El 1950, va expandir l'activitat obrint un segon local al passeig de Recoletos de Madrid. La companyia va obrir una fàbrica a València el 1965 on va portar les obres d'artistes i decoradors, com Modest Cuixart i Antonio Fraguas de Pablo, als tapissos. També va impulsar la primera revista de decoració a Espanya. Amb la mort del fundador, el 1967 la companyia va passar al seu fill Pepe Gancedo i Bagà. Després de la seva mort el 1993, la tercera generació, Gancedo Puig de la Bellacasa, es va incorporar a l'empresa.
En 2015 comptava amb 60 treballadors, sis botigues a Espanya i una a Méxic, amb una facturació de 8,6 milions d'euros i exportant un 20% del seu producte. Tapisseries Gancedo ha col·laborat en la recuperació de teixits històrics d'edificis emblemàtics com el Cercle del Liceu, el Palau Reial o el palauet Albéniz. El local de Rambla Catalunya 97 està inclòs en la llista de comerços emblemàtics de Barcelona.